# Hegang
Hegang (鹤岗 ; pinyin : Hègǎng) est une ville de la province du Heilongjiang en Chine. Elle compte tout juste 1 million d'habitants dans son aire urbaine en 2012.

## Subdivisions administratives
La ville-préfecture de Hegang exerce sa juridiction sur huit subdivisions - six districts et deux xian :
- le district de Xingshan - 兴山区 Xìngshān Qū ;
- le district de Xiangyang - 向阳区 Xiàngyáng Qū ;
- le district de Gongnong - 工农区 Gōngnóng Qū ;
- le district de Nanshan - 南山区 Nánshān Qū ;
- le district de Xing'an - 兴安区 Xīng'ān Qū ;
- le district de Dongshan - 东山区 Dōngshān Qū ;
- le xian de Luobei - 萝北县 Luóběi Xiàn ;
- le xian de Suibin - 绥滨县 Suíbīn Xiàn.

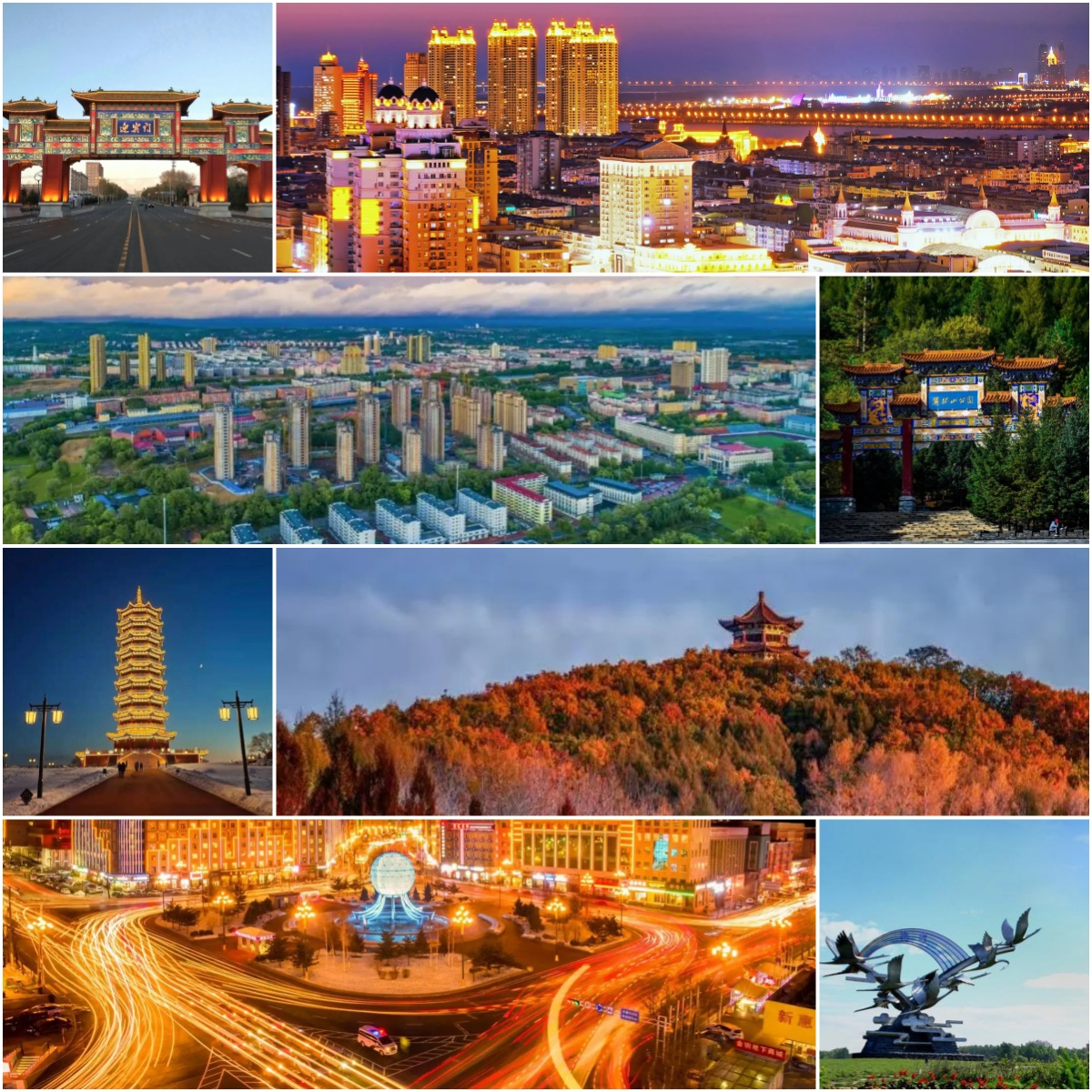
Hegang

## Jumelages
- Birobidjan (Russie)